# Dosímetro termoluminescente

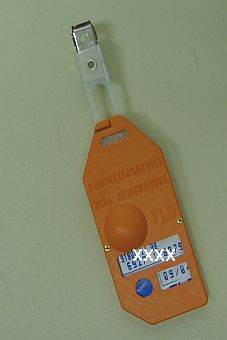
Dosímetro de termoluminescência.

Com o avanço do uso da energia nuclear nos diversos ramos da nossas sociedade, principalmente na medicina, faz-se necessário a implementação de protocolos de segurança, e de EPI’s(Equipamento de Proteção Individual), para melhoria e garantia da segurança dos indivíduos ocupacionalmente expostos, os IOE’s. 
O dosímetro termoluminescente, ou '''TLD''', é um tipo de dosímetro de radiação, ou seja, tem a capacidade de detectar e medir a quantidade de radiação presente em um determinado ambiente, seja ela partícula ou onda. O TLD quando aquecido, se previamente exposto a radiação ionizante, emite luz. Essa correlação entre quantidade de energia depositada pela radiação, e a intensidade de luz emitida é feito por uma leitora TLD, que interpreta esses resultados. A intensidade da luz emitida é dependente da exposição de radiação. 
Essa característica do material de emitir luz quando aquecido se previamente exposto a alguma radiação ionizante, é chamado de termoluminescência, e é uma característica intrínseca de alguns materiais. Os materiais utilizados para a fabricação desses dosímetros são CaSO4:Dy(Sulfato de Cálcio dopado com Disprósio), CaSO4:MN(Sulfato de Cálcio dopado com Manganês), LiF(Fluoreto de Lítio), CaF2(Fluorita), entre outros. Mas os mais comumente usados nos setores são o LiF, e o CaSO4:Dy. 

## História
A termoluminescência está presente no meio do homem já há muito tempo, provavelmente homens da caverna reagiam espantados a luz emitida de uma pedra fosforescente, alquimistas talvez achassem que poderiam ser um caminho para pedra filosofal. Mas apenas em 1663, que o químico inglês Robert Boyle, descreveu pela primeira vez os efeitos da termoluminescência. Em seus trabalhos ele evidenciou uma luz cintilante emitida de um diamante, quando aquecido no escuro de seu laboratório. E a partir de então, diversos outros químicos e físicos iniciaram pesquisas para melhor compreensão desse fenômeno. Mas apenas em 1883, Edmond Becquerel, e seu filho Henri Becquerel descobriram que um material fosforescente quando aquecido, emite luz se ele for exposto previamente a luz.
Porém alguns anos mais tarde, em 1895, Wiedemann e Schmidt, em Erlangen na Alemanha, utilizaram da termoluminescência para detectar a presença de radiação ionizante. Foi irradiado em amostras de fluorita e fluoreto de cálcio ativado com manganês, e detectou-se que após a exposição, quando aquecidos no escuro, emitiam luz, e que essa intensidade de luz era proporcional a dose de radiação recebida. 

## Efeito termoluminescente
O processo de termoluminescência ocorre quando o material termoluminescente exposto a radiação ionizante, recebe energia suficiente para retirar um elétron da banda de valência, formando então uma lacuna, chamado de “armadilha” de elétrons. Essa armadilha, e o elétron livre podem se mover entre a banda de valência e a banda de condução, podendo se recombinar entre si com diferentes armadilhas e elétrons. Quando isso ocorre, se o elétron estiver preso em uma armadilha muito profunda, ele só poderá retornar ao estado inicial caso seja excitado por energia térmica, para que então ele volte a sua banda de valência. Nesse processo volta, ele libera a energia térmica absorvida em forma de luz. Assim é o funcionamento operacional de um dosímetro, aprisiona elétrons contendo informação latente, que será lido e interpretado por uma leitora TLD. 

O dosímetro possui diversas características que precisam ser verificas, para confiabilidade nos resultados apresentados. Todos os testes devem ser feitos por um profissional regulamentado, utilizando o manual da CNEN, regulamentos técnicos referentes ao processo de certificação de sistemas de monitoração individual externa.